# عبدالکریم غرافی
عبدالکریم غرافی یکی از بازیکنان فوتبال ایران است. این بازیکن در طول در دوران حضورش، در تیم‌های مختلفی من‌جمله گل‌گهر سیرجان مشارکت داشته‌است.